# Renouveau municipal de Québec
 (septembre 2020).
Si vous disposez d'ouvrages ou d'articles de référence ou si vous connaissez des sites web de qualité traitant du thème abordé ici, merci de compléter l'article en donnant les références utiles à sa vérifiabilité et en les liant à la section « Notes et références ».

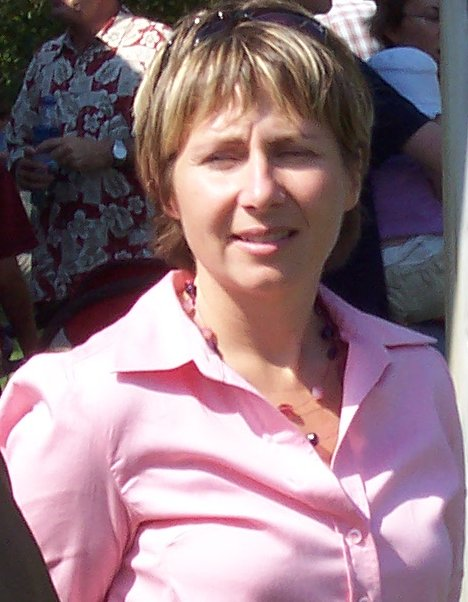
L'ancienne chef du RMQ, Ann Bourget.

Le Renouveau municipal de Québec (RMQ) est un parti politique municipal de la ville de Québec ayant existé de 2001 à 2010. Il a dirigé les destinées de la ville de 2001 à 2005, face à une opposition majoritaire à l'Hôtel de Ville. Son ancêtre est le Rassemblement populaire (RP).
À l'élection du 6 novembre 2005, le RMQ a perdu la mairie, mais il a, quand même, fait élire 24 conseillers(ères) sur une possibilité de 37, formant, ainsi, l'Opposition officielle (majoritaire) au Conseil municipal de Québec. De 2008 à 2009, le parti a perdu sa majorité, à la suite de nombreux départs et de nombreuses défections provenant de son caucus.
À l'élection du 1er novembre 2009, le RMQ a été rayé de la carte électorale. À la suite de cela, le parti se dissout en mars 2010.

## Historique
À la suite de l’adoption des projets de loi qui formaient la nouvelle Ville de Québec, des membres de plusieurs partis politiques municipaux ainsi que des citoyens et des citoyennes des 13 anciennes municipalités se sont réunis pour produire la déclaration du 6 février 2001. Celle-ci fondait le Renouveau municipal de Québec et décrivait par la même occasion les principes qui guideraient son action politique. Jean-Paul L'Allier est devenu le premier chef du parti le 12 février 2001.
Le 4 novembre 2001, au terme d’une campagne très polarisée autour de la question des fusions municipales, le Renouveau municipal fait élire Jean-Paul L’Allier à titre de maire de Québec ainsi que 16 conseillères et conseillers municipaux. Cette équipe s’est immédiatement mise à l’œuvre pour mettre en place la nouvelle ville de Québec, face à une opposition majoritaire qui s’est décomposée au cours du mandat.
Les militants du Renouveau municipal de Québec ont également participé à préparer l’avenir de la ville nouvelle. En février 2004, le RMQ dépose un mémoire intitulé "Le transport en commun, une solution d’avenir" à la Commission consultative sur le transport, le stationnement et la circulation dans le cadre de la consultation publique sur l’avenir du transport en commun à Québec. Ils ont aussi participé à la campagne référendaire portant sur la reconstitution des anciennes municipalités de Québec au printemps 2004. Leur ardeur au travail permet de maintenir l’intégrité de la ville nouvelle à deux exceptions près (L'Ancienne Lorette et Saint-Augustin-de-Desmaures se séparent.
L'année 2005 sera bien remplie pour le Renouveau municipal et ses membres. À la suite de la décision de M. L’Allier de se retirer de la vie politique active, le parti tient le 15 mars un congrès à la chefferie. Quatre candidats se sont dans la course pour prendre la relève. Cette course se soldera par l’élection, par plus de trois mille membres du Renouveau municipal présents au Centre des congrès de Québec, de Claude Larose comme nouveau chef du parti. Le congrès à la chefferie sera suivi par le congrès au programme qui, le 23 avril, entérinera le Programme du RMQ 2005-2009. Celui-ci, dont l’élaboration s’est étalée sur plus d’un an, est le fruit du travail de l’ensemble des membres du parti.
Lors des élections du 6 novembre 2005, le RMQ effectue une percée dans tous les arrondissements de la Ville et fait élire 24 conseillères et conseillers sur une possibilité de 37. Le parti ne remporte cependant pas la mairie, puisque Andrée P. Boucher fut élue mairesse. Celle-ci, de par son statut d'indépendante, se retrouve minoritaire au Conseil de ville. Peu de temps après, Claude Larose décide de se retirer de la vie politique. Ann Bourget, déjà désignée cheffe de l’Opposition officielle (majoritaire) à la Ville de Québec, est alors nommée cheffe du parti. À la suite d'une élection partielle le 2 décembre 2007, afin de trouver un successeur à la mairesse Boucher, morte subitement en fonction le 24 août 2007, Ann Bourget est défaite et quitte  la vie politique après la victoire de Régis Labeaume qui se retrouve minoritaire au Conseil de ville, de par son statut d'indépendant. Ainsi, le RMQ nommera Jean-Marie Matte comme chef intérimaire. Après un court mandat marqué par de nombreux départs et par de nombreuses défections comme chef de l'Opposition officielle, Jean-Marie Matte passera finalement le flambeau à Alain Loubier le 3 septembre 2008, afin de donner un nouveau souffle à la formation politique. Ce fut un échec alors que le parti perd sa majorité au Conseil de ville, à la suite de nouveaux départs et de nouvelles défections. Le 19 juin 2009, Alain Loubier renonce à être candidat à la mairie de Québec et démissionne du poste de chef de l'Opposition officielle et de celui de chef du RMQ. Il annonce, également, qu'il terminera son mandat à titre de conseiller municipal du district de Maizerets.
Il est remplacé, 10 jours plus tard, à la chefferie du parti et à la tête de l'Opposition officielle par Anne Beaulieu. C'est elle qui devra diriger le parti, dans le cadre des élections municipales du 1er novembre 2009. À ces élections, le RMQ ne présente aucun adversaire contre le maire Labeaume qui jouit d'une popularité sans borne et mise, plutôt, sur les districts, afin de priver le maire d'une majorité, lui qui se présente, cette fois-ci, à la tête d'un parti politique : l'Équipe Labeaume! Malheureusement, le RMQ ne réussit pas à trouver un candidat pour les 27 districts de la ville. À la fin de la période des mises en candidature, le RMQ n'avait que 11 candidats (dont Anne Beaulieu) sur 27 à présenter.
Le soir des élections, les 11 candidats du RMQ mordent tous la poussière dans leur district respectif, dont la cheffe Anne Beaulieu dans son district de Sylvain-Lelièvre, et le maire Labeaume, en plus d'être solidement réélu, obtient la majorité qu'il espérait en raflant 25 districts sur 27. Deux indépendants ont, également, été élus, à ces élections.
Le 3 mars 2010, les membres du RMQ s'accordent pour dissoudre officiellement le parti.

## Grandes lignes du parti
Le programme du RMQ a été élaboré "suivant un processus démocratique et accorde au développement durable une place prépondérante, il se veut rassembleur et vise à être un instrument de gouverne moderne, vivant et évolutif dédié au service des citoyens et citoyennes de la Ville de Québec". Ce programme comprend deux parties.
Dans la première partie, le RMQ propose sa vision de la Ville de Québec et les quatre principes directeurs de son action :
- "Une ville pour le développement durable"
- "Une ville modèle de gestion des finances municipales et d’allocation de services"
- "Une ville pour la qualité de vie familiale et le progrès social"
- "Une ville à développer, à bâtir ensemble et à s’approprier"

Dans la deuxième partie, le RMQ propose son deuxième programme de gouverne en dix chapitres, dont quatre sont nouveaux :
1. Finances municipales et administration ;
2. Développement économique et social ;
3. Démographie et immigration ;
4. Protection de l'environnement et développement durable ;
5. Infrastructures et équipements ;
6. Aménagement du territoire et transports ;
7. Services aux citoyennes et citoyens et sécurité urbaine ;
8. Culture, mise en valeur du patrimoine, sports et loisirs ;
9. Démocratie ;
10. Capitale nationale.

Chacun de ces chapitres propose des orientations et des moyens d’action.
La vision et les principes directeurs énoncés dans ce projet de programme sont basés sur ceux du premier programme du RMQ, adopté au Congrès du 5 mai 2001. Quant aux orientations et moyens d’actions, ils proviennent des consultations organisées auprès des membres dans chacun des arrondissements de la Ville de Québec au cours de l’automne 2004.
Le RMQ respecte le principe de la représentation égalitaire entre les hommes et les femmes au sein de toutes les instances.

## Chefs du parti
| Nom                | Début            | Fin              |
| ------------------ | ---------------- | ---------------- |
| Jean-Paul L'Allier | 12 février 2001  | 13 mars 2005     |
| Claude Larose      | 13 mars 2005     | 20 avril 2006    |
| Ann Bourget        | 20 avril 2006    | 7 décembre 2007  |
| Jean-Marie Matte   | 7 décembre 2007  | 3 septembre 2008 |
| Alain Loubier      | 3 septembre 2008 | 18 juin 2009     |
| Anne Beaulieu      | 29 juin 2009     | 3 mars 2010      |

## Résultats électoraux
| Élection                      | Chef               | Mairie | Conseillers |
| ----------------------------- | ------------------ | ------ | ----------- |
| Élections municipales de 2001 | Jean-Paul L'Allier | Oui    | 16 / 39     |
| Élections municipales de 2005 | Claude Larose      | Non    | 24 / 37     |
| Élections municipales de 2007 | Ann Bourget        | Non    | 22 / 37     |
| Élections municipales de 2009 | Anne Beaulieu      | Non    | 0 / 27      |